# Давор Рогич
Давор Рогич (хорв. Davor Rogić; нар. 27 липня 1971) – хорватський шахіст, гросмейстер від 2006 року.

## Шахова кар'єра
Значних успіхів почав досягати після розпаду Югославії. 1993 року виграв у Загребі титул чемпіона Хорватії. Того ж року взяв участь у зональному турнірі (відбіркового циклу чемпіонату світу), який відбувся в Загребі. У 1995-1998 роках тричі взяв участь у командних турнірах на Кубок Мітропи, виборовши золоту (1998) та срібну (1997) медалі. У 1998 і 2000 роках двічі представляв національну збірну на шахових олімпіадах. 2001 року поділив 2-ге місце на турнірі за швейцарською системою в Пулі (позаду Дражена Сермека, разом з Огнєном Цвітаном, Дьюлою Саксом, Младеном Палацом, Ненадом Шулавою і Юраєм Ніколацом). 2003 року в Пулі поділив 1-ше місце (разом з Ніколою Седлаком, Йосипом Рукавиною, Огнєном Йованичем і Звонко Станойоським). 2004 року переміг на турнірі open в Санкт-Вейті. У 2005 році посів 1-ше місце у Бизоваці. Гросмейстерські норми виконав під час командного чемпіонату Австрії (2004/2005) таБоснії і Герцеговини (2005), а також під час фіналу чемпіонату Хорватії (Вуковар 2005), в якому виборов бронзову медаль. 2006 року переміг у Б'єловарі, тоді як в 2006 і 2007 двічі поділив 2-ге місце на регулярних турнірах, які відбулися в Пулі. 2009 року переміг у Бизоваці (разом з Ніколою Седлаком і Бранко Рогулєм) і в Санкт-Вейті (разом з Леоном Мазі). У 2010 році поділив 1-ше місце в Жупані (разом з Зораном Йовановичем).
Найвищий рейтинг Ело в кар'єрі мав станом на 1 січня 2011 року, досягнувши 2602 очок займав тоді 4-те місце серед хорватських шахістів.

## Зміни рейтингу
| На цьому місці має відображатися графік чи діаграма, однак з технічних причин його відображення наразі вимкнено. Будь ласка, не видаляйте код, який викликає це повідомлення. Розробники вже працюють для того, щоби відновити штатне функціонування цього графіка або діаграми. | |
| | На цьому місці має відображатися графік чи діаграма, однак з технічних причин його відображення наразі вимкнено. Будь ласка, не видаляйте код, який викликає це повідомлення. Розробники вже працюють для того, щоби відновити штатне функціонування цього графіка або діаграми. |